# Helicina
Після виключення неспоріднених груп неофіційна група Sigmurethra стала підрядом Helicina з такими інфрарядами та набором родин без надродини:
- Helicina
  - Infraorder Arionoidei
  - Infraorder Clausilioidei
  - Infraorder Helicoidei: утворений з Helicoidea Rafinesque, 1815 та Sagdoidea Pilsbry, 1895[3]
  - Infraorder Limacoidei: утворений з оригінальної лімакоїдної клади
  - Infraorder Oleacinoidei[4]
    - Oleacinoidea: утворено з оригінальних Testacelloidea але за винятком родини Testacellidae;
    - Haplotrematoidea: утворено з оригінальних Rhytidoidea та Haplotrematidae[5]

  - Infraorder Orthalicoidei
  - Infraorder Pupilloidei (Orthurethra)
  - Infraorder Rhytidoidei: утворений Rhytidoidea, що зливається з вмістом Acavoidea.
  - Infraorder Succineoidei (Elasmognatha)
  - Infraorder Helicina (тимчасова назва)